# 王兀堂
王兀堂（?—?），又作王乌塔，明朝中后期建州女真的首领。
他在辽东叆阳堡二百五十里的地方居住通市。明朝封他为都督。建州右卫都指挥使王杲截杀孤山堡的修堡工役，王兀堂帮助明朝抓获凶手送到边关。万历三年（1575年），他向御史张学颜请求通市买卖布匹和盐，愿意以子为质。明朝准许。开原、抚顺、清河、宽甸等地开始互市。辽东边墙以东，从清河以南到鸭绿江都属于建州王兀堂管辖，他比较守法。万历五年（1577年）掠夺东州堡、会安堡。万历七年（1579年）在宽甸互市时，不满明朝边境官员压抑市价，殴打女真部民，于是停止交易。多次侵扰宽甸、永甸、新甸。侵犯黄关岭。明朝将领李成梁在鸭儿匮将他击败，势力开始衰落。